# Casa dei Cei

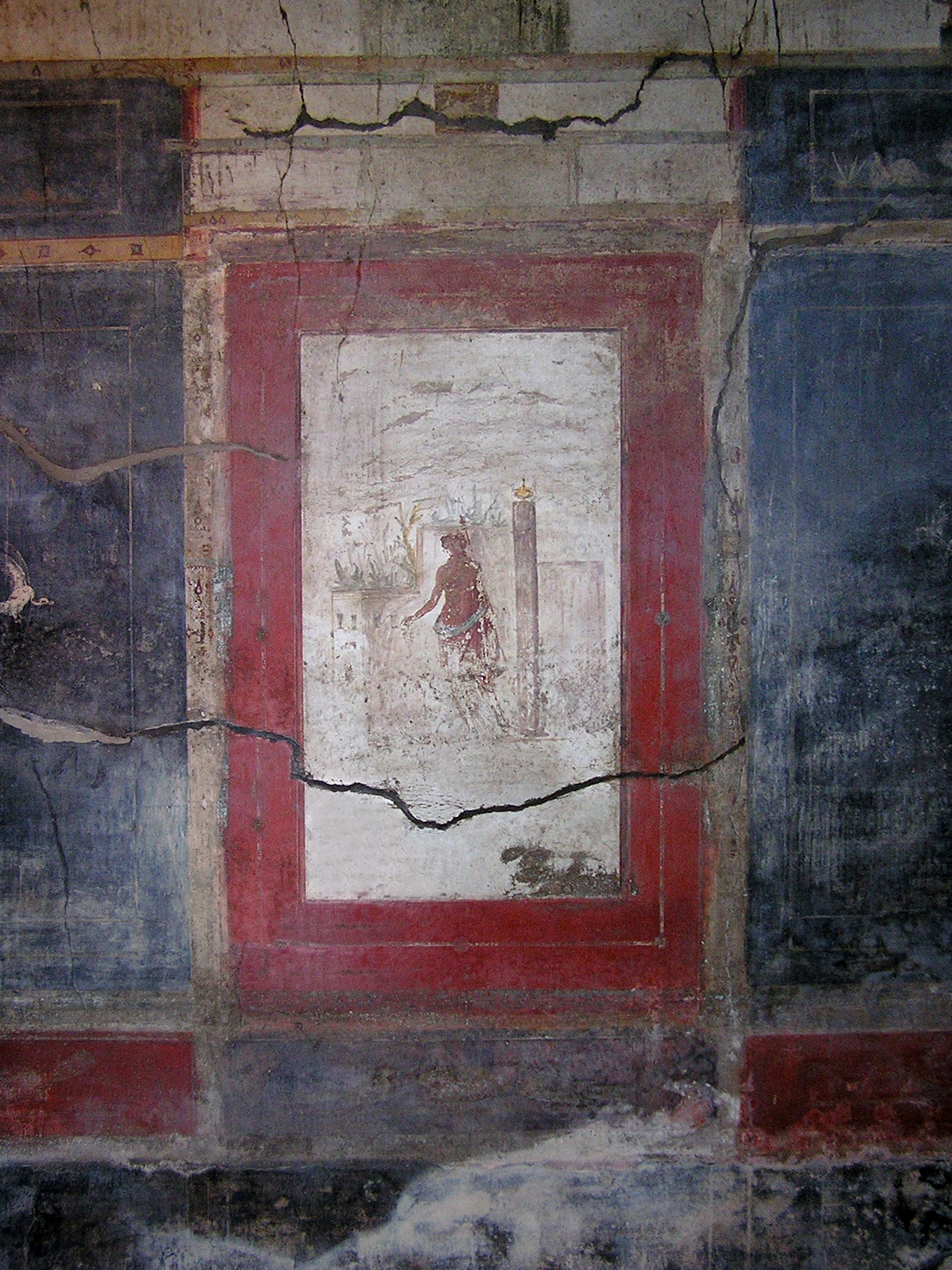
Dionysos, Wandmalerei im Triclinium

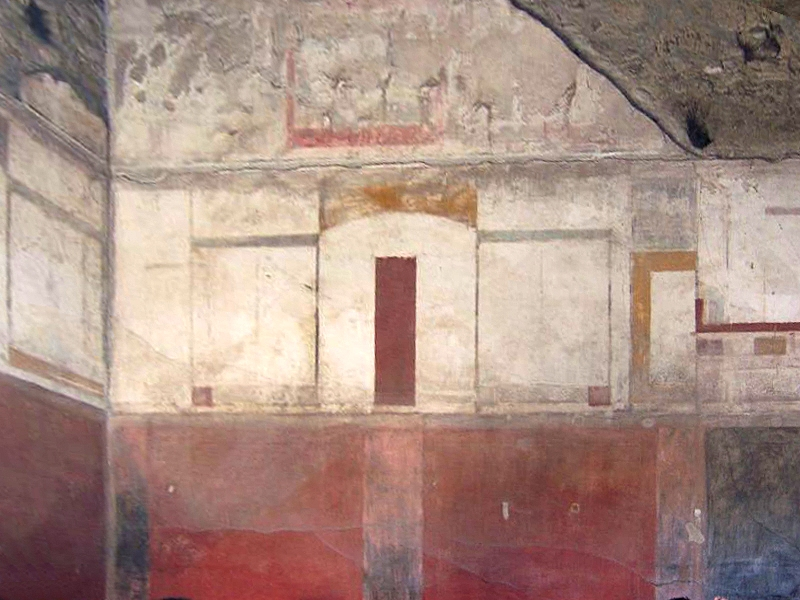
Malereien im Dritten Stil (Atrium)

Casa dei Cei (deutsch Haus der Familie der Ceii) (I 6, 15) ist die moderne Bezeichnung eines Wohnhauses in Pompeji.
Das Haus wurde im Jahr 1913 von Matteo Della Corte ausgegraben. Schon in der folgenden Zeit wurden Teile des Hauses restauriert und neu überdacht. Dadurch ist vor allem die Bemalung heute noch gut erhalten.
Das Haus wurde am Ende des zweiten vorchristlichen Jahrhunderts errichtet. Es gab mindestens zwei Umbauphasen. Bei dem Haus handelt es sich um ein kleines, einfaches Atriumhaus. Vom Eingang (fauces), der auf der einen Seite von einem Schlafzimmer, auf der anderen von der Küche des Hauses flankiert wird, gelangt man direkt in das von vier Säulen dekorierte Atrium. Im Atrium gibt es eine Treppe zu einem Obergeschoss. An der Rückseite des Atriums gab es ein Tablinum und ein Triclinium. Dahinter findet man ein weiteres Schlafzimmer, zwei weitere kleine Räume und schließlich den Garten des Hauses. Einige Räume im Haus zeigen einfache mit geometrischen Motiven dekorierte Mosaike.
Das Haus ist vor allem wegen seiner Bemalung im dritten pompejanischen Wandmalereistil bemerkenswert. Die meisten Wände zeigen strenge Felderdekorationen. Die Farben rot und schwarz dominieren. Im Garten finden sich auf drei Wänden die Darstellungen einer Nillandschaft, der Jagd in der Wüste und eine weitere Landschaftsdarstellung.
Wegen Wahlinschriften auf der Fassade des Hauses wird vermutet, dass ein gewisser L. Ceius Secundus hier lebte. Dieser hatte hohe politische Ämter in der Stadt inne. Die Familie der Ceii gehörte zu den alten samnitischen Familien der Stadt.
Das Haus ist heute zur Besichtigung freigegeben.